# Tengzhou
Tengzhou (en xinès:滕州市, en pinyin:Téngzhōu shì) és una ciutat-comtat de la ciutat-prefectura de Zaozhuang, a la província de Shandong, a la República Popular de la Xina.
La seva superfície és de 1485 km² i la seva població l'any 2010 superava els 1,6 milions d'habitants.
La ciutat-comtat de Tengzhou administra 21 divisions a nivell de municipi.

## Història

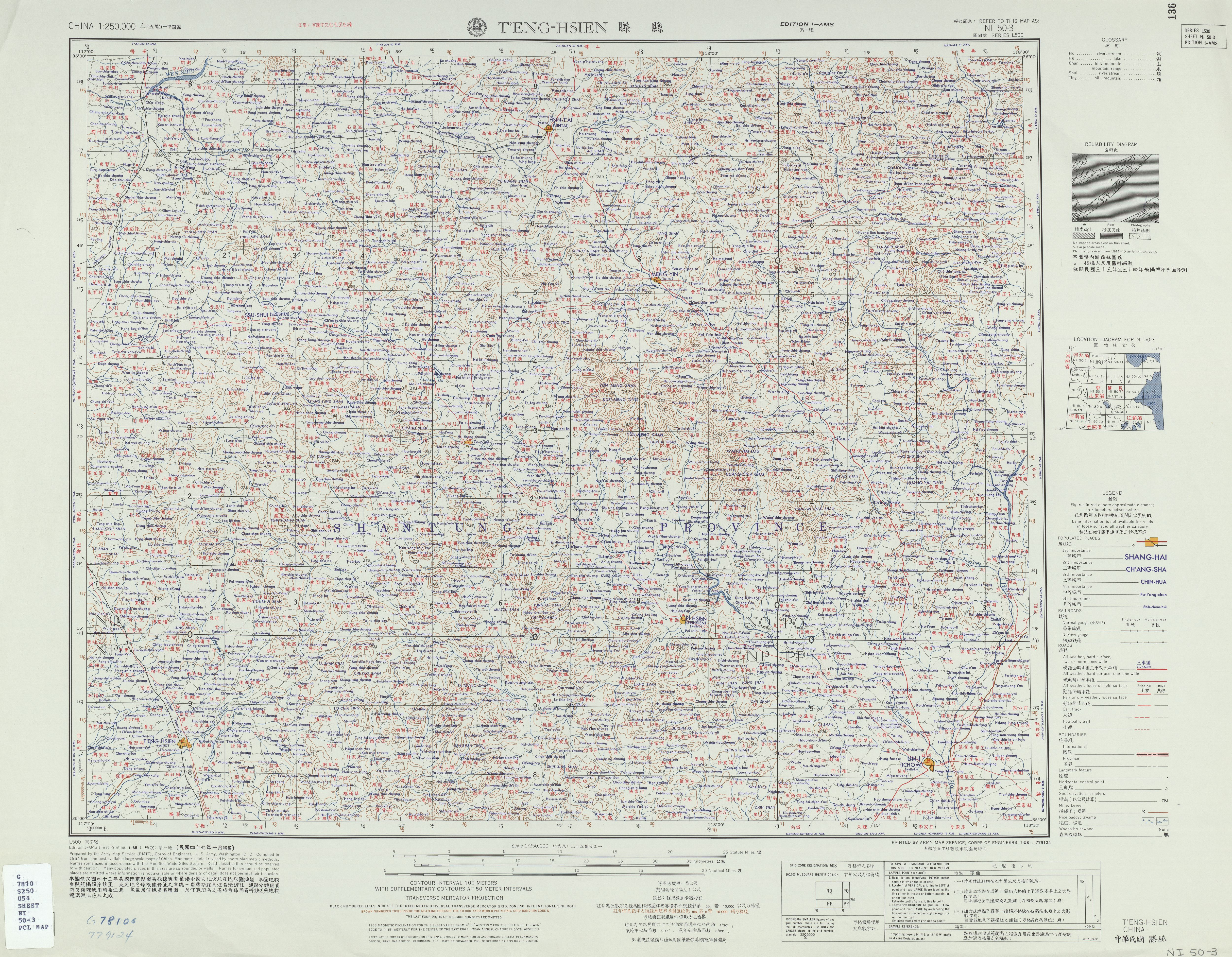
Mapa que inclou Tengzhou (etiquetat com a 滕縣 T'ENG-HSIEN (emmurallat)) (Army Map Service, 1954)

Fou el lloc de l'estat vassall feudal Teng durant el període de les primaveres i les tardors.
Tengzhou va ser probablement el lloc de naixement del filòsof Mozi (470 aC - 391 aC).

## Entorn econòmic
Tengzhou ha estat una àrea industrial important, però en el període previ al 2015 havia experimentat una recessió econòmica que va provocar el tancament de moltes fàbriques locals. Segons l'opinió de The Wall Street Journal al juliol de 2015, la innovació en productes i idees de fabricació va ser clau per a la revitalització de la indústria a Tengzhou.